# 워 오브 투모로우
워 오브 투모로우(Tomorrow, When the War Began)는 2010년 공개된 오스트레일리아의 영화로, 《투모로우 시리즈》의 첫 작품인 《전쟁이 시작된 날》을 원작으로 한다.

## 출연

### 주연
- 케이틀린 스테이시
- 레이첼 허드 우드
- 링컨 루이스
- 데니즈 액데니즈
- 포이베 톤킨
- 크리스 팡
- 애쉬리 커밍스
- 앤드류 라이언
- 콜린 프릴스

### 조연
- 돈 핼버트
- 올리비아 피젯
- 스티븐 버크
- 켈리 버틀러
- 줄리아 욘
- 데인 카슨
- 매튜 데일
- 게리 쿠에이
- 마이클 카밀레리
- 리안 케이트 글로솝
- 욜란디 프랭큰
- 앤드류 리암 프링글
- 앤디 민 트리우
- 마사 야마구치

## 기타
- 원작자: 존 마즈든
- 라인프로듀서: 앤 브러닝
- 조감독: 가이 캠벨
- 조감독: 제이미 크룩스
- 조감독: 크리스 에반스
- 조감독: 베티 포토필리
- 조감독: 필 존스
- 조감독: 캄 수크선
- 조감독: 이안 '티스틀' 써번
- 미술: 로버트 웹
- 세트: 베벌리 던
- 의상: 테리 라이언
- 분장부문: 헤일리 아서턴
- 분장부문: 폴 패티슨
- 분장부문: 젤리카 스타닌
- 분장부문: 크레소 스티픽
- 분장부문: 쉐인 토머스
- 배역: 아노샤 자케시
- 프로덕션매니저: 콜린 클락
- 프로덕션매니저: 사이먼 루카스
- 프로덕션매니저: 피오나 파키스
- 프로덕션매니저: 냇 퍼던
- 프로덕션매니저: 리비 샤프